# Рождение империи
«Рождение империи» — будущий исторический фильм российского режиссёра Андрея Кравчука с Александром Горбатовым и Юлией Пересильд в главных ролях. Работа над ним началась в 2023 году.

## Сюжет
Действие фильма происходит в России в царствование Петра I. Центральная тема картины — формирование военной мощи страны, которое начинается с поражения при Нарве в 1700 году и достигает кульминации в Полтавской битве в 1709 году.

## В ролях
- Александр Горбатов — Пётр I
- Юлия Пересильд — Анна Монс
- Милош Бикович — Александр Меншиков
- Ксения Утехина — Марта Скавронская
- Алексей Гуськов — Борис Шереметев
- Виталий Хаев — Фёдор Ромодановский
- Сергей Шкода — денщик Анисим

## Производство и релиз
Работа над фильмом началась в 2023 году. Производством занимается компания Никиты Михалкова «ТРИТЭ». В декабре 2023 года проект был представлен на питчинге в Фонде кино. К этому моменту была подготовлена раскадровка и почти закончился кастинг. Александр Горбатов получил роль Петра I, Юлия Пересильд — роль Анны Монс. Кроме того, Милош Бикович сыграет Александра Меншикова, Ксения Утехина — Марту Скавронскую, Алексей Гуськов — Бориса Шереметева, Виталий Хаев — Фёдора Ромодановского. Съёмки начались весной 2024 года.
Режиссёром картины изначально должен был стать Алексей Нужный. Позже режиссёрское кресло занял Андрей Кравчук, уже работавший в историческом жанре (в частности, он снял фильмы «Адмиралъ», «Викинг», «Союз спасения», «Императрицы»).